# Main Offender
Main Offender è il secondo album in studio da solista del musicista inglese Keith Richards, noto come membro dei The Rolling Stones. Il disco è uscito nel 1992.

## Tracce
1. 999 (Keith Richards, Steve Jordan, Waddy Wachtel) – 5:50
2. Wicked as It Seems (Richards, Jordan, Charley Drayton) – 4:45
3. Eileen (Richards, Jordan) – 4:29
4. Words of Wonder (Richards, Jordan, Wachtel) – 6:35
5. Yap Yap (Richards, Jordan, Watchel) – 4:43
6. Bodytalks (Richards, Jordan, Drayton, Sarah Dash) – 5:20
7. Hate It When You Leave (Richards, Jordan, Wachtel) – 4:59
8. Runnin' Too Deep (Richards, Jordan) – 3:20
9. Will but You Won't (Richards, Jordan) – 5:05
10. Demon (Richards, Jordan) – 4:45

## Formazione
- Keith Richards – voce, chitarra, basso, tastiere, percussioni
- Ivan Neville – basso, piano, organo, clavicembalo, clavinet, vibrafono
- Steve Jordan – voce, organo, batteria, conga, percussioni, nacchere
- Waddy Wachtel – voce, chitarra, piano, celesta
- Charley Drayton – voce, chitarra, basso, piano, organo
- Sarah Dash – voce, cori in Bodytalks
- Bernard Fowler – voce
- Babi Floyd – voce
- Jack Bashkow – legni
- Crispin Cioe – legni
- Arno Hecht – legni